# Мейсон (Західна Вірджинія)
Мейсон (англ. Mason) — місто (англ. town) в США, в окрузі Мейсон штату Західна Вірджинія. Населення — 866 осіб (2020).

## Географія
Мейсон розташований за координатами 39°1′0″ пн. ш. 82°1′58″ зх. д. / 39.01667° пн. ш. 82.03278° зх. д. (39.016674, -82.032887).  За даними Бюро перепису населення США в 2010 році місто мало площу 1,52 км², з яких 1,52 км² — суходіл та 0,00 км² — водойми.

## Демографія
Згідно з переписом 2010 року, у місті мешкало 968 осіб у 428 домогосподарствах у складі 272 родин. Густота населення становила 638 осіб/км².  Було 495 помешкань (326/км²).
Расовий склад населення:
| - 95,8 % — білих - 1,4 % — азіатів - 0,7 % — корінних американців - 0,3 % — чорних або афроамериканців |

До двох чи більше рас належало 1,8 %. Частка іспаномовних становила 0,0 % від усіх жителів.
За віковим діапазоном населення розподілялося таким чином: 22,2 % — особи молодші 18 років, 56,8 % — особи у віці 18—64 років, 21,0 % — особи у віці 65 років та старші. Медіана віку мешканця становила 45,3 року. На 100 осіб жіночої статі у місті припадало 89,1 чоловіків;  на 100 жінок у віці від 18 років та старших — 83,7 чоловіків також старших 18 років.
Середній дохід на одне домашнє господарство  становив 39 805 доларів США (медіана — 33 859), а середній дохід на одну сім'ю — 47 548 доларів (медіана — 46 250). За межею бідності перебувало 25,3 % осіб, у тому числі 35,4 % дітей у віці до 18 років та 21,4 % осіб у віці 65 років та старших.
Цивільне працевлаштоване населення становило 376 осіб. Основні галузі зайнятості: освіта, охорона здоров'я та соціальна допомога — 26,6 %, роздрібна торгівля — 16,8 %, виробництво — 14,1 %, науковці, спеціалісти, менеджери — 11,7 %.